# Aeroportul Internațional Vladivostok
Aeroportul Internațional Vladivostok (IATA: VVO, ICAO: UHWW) este un aeroport din Ținutul Primorie, Rusia ce deservește zona Vladivostok. Aeroportul a fost tranzitat în 2022 de 2.065.000 de pasageri. A fost numit după Vladimir Arseniev.
Situat la o altitudine de 14 m, aeroportul dispune de 1 pistă. Este operat de Vladivostok Air⁠(d).

## Infrastructură

### Piste
Aeroportul dispune de o singură pistă. Pista are orientarea 06/24.